# ديفيد إس. كاسل
ديفيد إس. كاسل (بالإنجليزية: David S. Castle)‏ هو مهندس معماري أمريكي، ولد في 13 فبراير 1884، وتوفي في 28 أكتوبر 1956.